# Natale Masuccio
Natale Masuccio (* 1568 in Messina; † 1619 in Messina?) war ein italienischer Architekt des Barock auf Sizilien.
Masuccio war Mitglied der Jesuiten, die ihn 1597 nach Rom zur Architektenausbildung sandten, wo er sich mit den aktuellen Strömungen der römischen Architektur, beispielsweise der von Giacomo della Porta auseinandersetzte. Zurück auf Sizilien war 1603 sein erstes Projekt der Umbau der Jesuitenkirche von Palermo, die er architektonisch den Anforderungen an die Gottesdienstordnung der Jesuiten gestaltet, indem er der Predigtkanzel einen zentralen Ort im Kirchenschiff zuweist. Das von ihm entworfene, mit Marmormosaiken kostbar gestaltete Innere wird zum Prototyp der bildlich-dekorativen Pracht der Jesuiten Kirchen auf Sizilien.

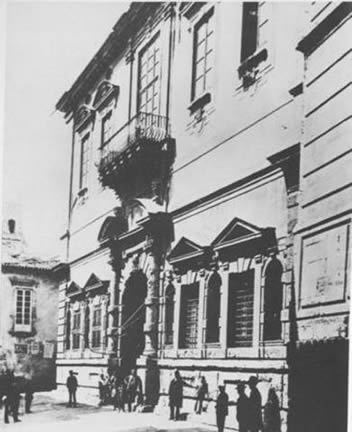
Natale Masuccio: Palazzo Monte di Pietà (Messina) Historische Fotografie

1604 entwarf er, ebenfalls in Palermo, Kolleg und Kirche San Stanislao Kostka für die Novizen der Jesuiten (die Kolleggebäude wurden im Laufe der Aufstände von 1848 zerstört). 1614 folgten in Trapani das Collegio und die Kirche der Jesuiten, deren Fassade Marco Nobile und Tommaso Blandino zugeschrieben wird. Mit der architektonischen Überzeichnung der einzelnen Bauelemente greift Masuccio hier auf den Florentiner Manierismus des 16. Jahrhunderts zurück. Ab 1604 lieferte er Entwürfe für Colleg und Jesuitenkirche in Messina, die durch das große Erdbeben von Messina 1908 zerstört wurden. Konzeptionell legte er die Gebäude in Form eines Renaissance-Palastes um zwei Innenhöfe an, die den Anforderungen der einer Jesuitenschule und des Kollegs für die Jesuitenbruderschaft erfüllten. Die Anlage für die Jesuiten in Sciacca lässt sich auf 1613 bis 1617 datieren und als letztes baute er ab 1616 den Palazzo Monte di Pietà in Messina.